# Valner Franković
Valner Franković, hrvatski je rukometaš, osvajač zlatne medalje na Olimpijskim igrama u Atlanti 1996. godine.
Igrao je za Zagreb, Karlovac i talijanski Pallamano Modena.